# 汤姆·派里斯
汤姆·尤金·派里斯（Thomas Eugene Paris），由罗伯特·邓肯·麦克尼尔饰演，是科幻电视剧《星际旅行：航海家号》中的一名角色。派里斯是联邦星舰航海家号上的舵手。他的中名“尤金”是为了纪念《星际旅行》的创始人尤金·卫斯理·罗登伯里。